# Lycaena exilis
Lycaena exilis är en fjärilsart som beskrevs av Lucas 1889. Lycaena exilis ingår i släktet Lycaena och familjen juvelvingar. Inga underarter finns listade i Catalogue of Life.